# Distretto delle Franches-Montagnes
Il distretto delle Franches-Montagnes (Freiberge in tedesco) è un distretto del Canton Giura, in Svizzera. Confina con i distretti di Porrentruy a nord-est, di Delémont a est, con il Canton Berna (distretti di Moutier a est e di Courtelary a sud), con il Canton Neuchâtel (distretto di La Chaux-de-Fonds) a sud-ovest e con la Francia (dipartimento del Doubs nella Franca Contea) a nord-ovest. Il capoluogo è Saignelégier.

## Suddivisioni
Amministrativamente è diviso in 12 comuni:
- Lajoux
- Le Bémont
- Le Noirmont
- Les Bois
- Les Breuleux
- Les Enfers
- Les Genevez
- Montfaucon
- Muriaux
- Saignelégier
- Saint-Brais
- Soubey

### Fusioni
- 1817: Cerniévillers, Les Enfers → Les Enfers
- 2009: Epauvillers, Epiquerez → Clos du Doubs (distretto di Porrentruy)
- 2009: Goumois, Les Pommerats, Saignelégier → Saignelégier
- 2009: Le Peuchapatte, Muriaux → Muriaux
- 2009: Montfavergier, Montfaucon → Montfaucon
- 2023: Les Breuleux, La Chaux-des-Breuleux → Les Breuleux